# Шаиняну, Лазарь
Лазарь Шаиняну (урождённый —  Элиэзер Шейн) (рум. Lazăr Șăineanu, фр. Lazare Sainéan; 23 апреля 1859, Плоешти — 11 мая 1934, Париж) — румынский филолог, лингвист, фольклорист и историк культуры. Специалист в области востоковедения и романских языков, германист.

## Биография
Родился в румынско-еврейской семье. Образование получил в университетах Бухареста, Лейпцига и Парижа.
Сторонник идеи Хаскала, выступал за ассимиляцию евреев в румынском обществе. Его неоднократные просьбы о натурализации в конечном итоге не увенчались успехом. В 1901 году Шайняну с семьёй покинул Румынское королевство и переселился во Францию, где учёный жил до самой смерти.
Известен прежде всего своим вкладом в идиш и румынскую филологию, работами в области исторической лингвистики и в области сравнительно-исторического языкознания. Внёс новаторский вклад в исследование и составление антологий румынского фольклора в связи с балканскими и центрально-восточноевропейскими традициями, а также в историческую эволюцию Румынии в более широком балканском контексте, был признанным вкладчиком в румынскую лексикографию. Его основные инициативы в этих областях — большой массив собранных сказок и «Универсальный словарь румынского языка» (Dicționarul universal al limbii române, 1896 г.), которые остаются одними из самых популярных румынских научных работ.
Во Франции известен своей новаторской работой по изучению среднефранцузского языка и исследованиями происхождения жаргонного языка, а также за его критические эссе о писателе 16-го века Франсуа Рабле. Был лауреатом премии Prix Volney по филологии Института Франции за 1908 год.

## Избранные труды
Румыния
- Elemente turceṣtĭ în limba romană, Bukarest 1885
- Ielele, dînsele, vîntoasele, frumoasele, soĭmanele, măĭestrele, milostivele, zînele. Studiu de mitologiă comparativă, Bukarest 1886
- Incercare asupra semasiologiei limbei române. Studie istorice despre transit̡iunea sensurilor, Bukarest 1887 (Vorwort von Bogdan Hasdeu), Temeschwar 1999
- Dictionar germano-român, Bukarest 1887
- Dictionar româno-german, Bukarest 1889
- Studiu dialectologic asupra graiuluĭ evreo-german, I, Bukarest 1889
- Linguistica contemporană. San școala neo-gramaticală, Bukarest 1890
- Raporturile între gramatica s̡i logica, c’o privire sintetică asupra părt̡ilor cuvîntuluĭ. Studiŭ de linguistică generală, Bukarest 1891
- Istoria filologieĭ române, studiĭ critice [Geschichte der rumänischen Philologie], Bukarest 1892 (Vorwort von Bogdan Hasdeu)
- Basmele Române în comparat̡iune cu legendele antice clasice ṣi în legătură cu basmele popórelorŭ învecinate ṣi ale tuturorŭ popórelorŭ romanice. Studiŭ comparativŭ, Bukarest 1895
- Dictionar universal al limbei române, Craiova 1896 (7 Auflagen und: Ediție revăzută și adăugită de Alexandru Dobrescu, Jassy 1995—1996)
- Mitologie clasică. Credinţele religióse și legendele eroice : ale Grecilor și ale Romanilor, Craiova 1898
- Influenţa orientală asupra limbei şi culturei române, Bukarest 1900 (französisch: L’Influence orientale sur la langue et la civilisation roumaines, Paris 1902)
- Studii folklorice. Cercetări în domeniul literaturei populare, Bukarest 2003

Франция
- Les Jours d’emprunt, ou les Jours de la vieille, par Lazare Shaineanu [Inaugural-Dissertation], Paris 1889
- Essai sur le judéo-allemand et spécialement sur le dialecte parlé en Valachie, Paris 1902
- Les Rites de la construction, d’après la poésie populaire de l’Europe orientale, Paris 1902
- La création métaphorique en français et en roman. Images tirées du monde des animaux domestiques, 2 Bde., Halle a. S. 1905—1907
- Les sources indigènes de l’étymologie française, 3 Bde., Paris 1925—1930, Genf 1972
- Autour des Sources indigènes. Etudes d'étymologie française et romane, Florenz 1935